# Metilecgonidina
Metilecgonidina (anidrometilecgonina; anidroecgonina metil éster; AEME) é um intermediário químico derivado de ecgonina [en] e cocaína. A metilecgonidina é produto de reação por pirólise, formada quando o crack é fumado, o que torna a substância útil como biomarcador para testes de drogas voltados especificamente para detectar o uso de crack, pois a cocaína em pó (cloridrato de cocaína) não forma metilecgonidina como metabólito.
A metilecgonidina tem uma meia-vida biológica relativamente curta de, em média, 18 a 21 minutos, quando é metabolizada em ecgonidina, por isso as concentrações relativas dos dois compostos podem ser usadas para estimar o quão recentemente o crack foi fumado. A metilecgonidina demonstrou ser especificamente mais prejudicial ao corpo do que outros subprodutos da cocaína; por exemplo para o coração, pulmões e fígado. A toxicidade elevada se deve a um efeito agonista parcial nos receptores muscarínicos M1 e M3, levando à fragmentação do DNA espermático e morte celular por apoptose.
A AEME também é usada em pesquisas científicas para a síntese de análogos de feniltropano, como troparil, dicloropano e iometopano. A metilecgonidina também pode ser usada para produzir cocaína e, portanto, pode ser uma substância controlada em alguns países.

## Síntese
A metilecgonidina também pode ser sintetizada por meios além de prólise, por exemplo, a partir da cocaína via hidrólise/desidratação seguida de esterificação com metanol.

Síntese de metilecgonidina

A síntese proposta por Kline é baseada na reação do ácido 2,4,6-cicloheptatrieno-7-carboxílico com metilamina. Essa é uma versão modificada da síntese patenteada por Grundmann e Ottmann. Em outro método de síntese registrado pelos mesmos autores, a metilecgonidina reage com dois equivalentes de fenil-lítio para formar um álcool terciário em um éster por meio da adição de Michael. No entanto, o produto possui apenas 10% da potência da atropina.

Síntese de metilecgonidina por Kline